# Đại thời đại (phim truyền hình Đài Loan)
Đại thời đại (phồn thể: 大時代) là bộ phim truyền hình Đài Loan được phát sóng trên Formosa TV từ 3 tháng 7 năm 2018 đến 25 tháng 9 năm 2019 tại Đài Loan.
Phim Đại thời đại được phát sóng từ ngày 30/3/2019 phiên bản lồng tiếng Việt trên kênh THVL1 vào lúc 17h30 mỗi ngày, phát lại lúc 1h45 và 11h mỗi ngày trên THVL3. Phim kết thúc phát sóng trên ngày 19/9/2021.

## Sự kiện gây tranh cãi
Vào sáng ngày 10 tháng 9 năm 2018, nam diễn viên Giang Tuấn Hàn đã bị một nhân viên tuần tra tìm thấy một mũi tiêm amphetamine trong xe của anh ta và bị bắt tại chỗ. Giang Tuấn Hàn đã tổ chức một cuộc họp báo sau khi được bảo lãnh, tiết lộ rằng anh ta được yêu cầu cho vai "Lý Thừa Uyển" trong bộ phim, sử dụng amphetamine để nhanh chóng tăng cân và giảm cân trong một thời gian ngắn. Tuyên bố này giúp Giang Tuấn Hàn chứng minh được sự trong sạch của mình. Nhà sản xuất Wang Yuhua cũng nói rằng Giang Tuấn Hàn đang hoạt động tốt và sẽ thảo luận với biên kịch về hướng đi của vai diễn Giang Tuấn Hàn. Huang Jianfu, tổng giám đốc của Phoenix Arts, nói rằng Giang Tuấn Hàn sẽ nghỉ ngơi một thời gian ngắn, sau đó theo dõi quá trình hồi phục của anh ấy và quyết định vai trò của nhân vật. Ngày 11 tháng 9, Giang Tuấn Hàn buộc phải rời khỏi đoàn phim, và sau đó anh ta gặp Wang Yuhua vào tháng 12 để trở lại buổi biểu diễn.

## Diễn viên
Có ảnh hưởng đến cốt truyện của phim, tuyến phim sẽ xoay quanh những nhân vật này:
- Giang Tổ Bình trong vai Dương Hạnh Mỹ
- Giang Tuấn Hàn trong vai Lý Thừa Uyển
- Thái Đông Uy trong vai Hạ Lương Tài
- Quách Tử Càn trong vai Ngũ SĨ Ước
- Khưu Kỳ Văn trong vai Liêu Thu Nguyệt
- Ngô Hạo Thăng trong vai Tôn Như Quan
- Trần Nghiên An trong vai Tôn Như Trinh
- Sở Tuyên trong vai Hạ Nhược Lan
- Vương Đồng trong vai Ngũ Gia Mị
- Mã Tuấn Lân trong vai Tôn Hoán Nhiên
- Hàn Nghi Bang trong vai Lý Chí Khải
- Dư Bỉnh Ngạn trong vai Lý Chí Tiền
- Thành Nhuận trong vai Dương Đại Nghiệp
- Quách Á Đường trong vai Dương Tú Quyên
- Lâm Tắc Hy trong vai Ngũ Gia Minh
- Trần Ngạn Đình trong vai Ngũ Gia Huy
- Lý Hựu Nhữ trong vai Vương Thiên Nghi
- La Xảo Luân trong vai Quách Ngọc Hoa
- Trần Mỹ Phượng trong vai Võ Tắc Thiên

☆ hoàng thiếu lộc trong vai tôn hoán kỳ 
Cùng một số diễn viên khác...

## Phát sóng
Tại Việt Nam, phim bắt đầu phát sóng trên kênh THVL1 từ ngày 30 tháng 3 năm 2019 với tựa đề là "Đại thời đại" lúc 17h30 phút hàng ngày và phát lại lúc 1h45, 9h và 11h trên THVL3.
Phim được phát trên kênh Formosa TV của Đài Loan từ ngày 3 tháng 7 năm 2018 đến 25 tháng 9 năm 2019.